# Hukuntsi
Hukuntsi – wieś w Botswanie w dystrykcie Kgalagadi. W osadzie znajduje się lotnisko z jednym pasem oraz wyschnięte jezioro. Według spisu ludności z 2001 roku wieś liczyła 3807 mieszkańców.
Urodził tu się biegacz krótkodystansowy, wicemistrz olimpijski Busang Kebinatshipi.